# 谢尔盖·库廖欣
谢尔盖·阿纳托列维奇·库廖欣（俄語：Серге́й Анато́льевич Курёхин，1954年6月—1996年7月9日），外号“船长”，是一位苏联和俄罗斯作曲家、钢琴家、音乐总监、实验艺术家、电影演员、作家，常年在俄罗斯圣彼得堡创作、工作。他在1980年代和1990年代初的圣彼得堡音乐界颇具影响力。他曾是摇滚乐队水族馆的键盘手。1991年，他参与了恶搞节目《列宁是个蘑菇》的制作。1996年，库廖欣因罹患心脏肉瘤而去世，终年42岁。

## 生平

### 早年生活
谢尔盖·库廖欣出生于摩尔曼斯克的一个军人家庭。他四岁开始学习钢琴。他的学生时代在克里米亚的叶夫帕托里亚度过。1971年，他高中毕业后，全家搬到了列宁格勒。他考入列宁格勒音乐学院的穆索尔斯基音乐学校，但不久后因长期旷课而被开除。

### 职业生涯
库廖欣的演艺生涯始于列宁格勒学校乐队的钢琴和键盘演奏。在与专业爵士乐队以及流行摇滚音乐家合作演出后，库廖欣的职业生涯经历了几个阶段，最终成为20世纪80年代和90年代俄罗斯最知名的人物之一。
在他去世前，他已成为一位前卫电影作曲家、表演艺术家和电影演员。在俄罗斯以外，他主要以爵士乐和实验音乐家的身份为人所知，这主要得益于他自1981年以来在英国Leo唱片公司发行的作品，以及他建立的流行机械师乐队(Pop-Mechanics)的巡回演唱会。

## 个人生活
库廖欣有过两段婚姻。他的第一段婚姻只维持了几年，育有一女，于1972年结束。
1982年，他遇到了列宁格勒国立大学地理系的学生阿纳斯塔西娅·库里奥希娜（Anastasia Kuryokhina，又名“Nastia”）。1984年，他们生下女儿伊丽莎白，1994年又生下儿子费奥多尔。
在库廖欣死后两年，伊丽莎白于1998年因服用过量安眠药去世，年仅14岁。她被安葬在圣彼得堡科马罗沃公墓她父亲的附近。